# گنجشک زنگاری
گنجشک زنگاری (نام علمی: Aimophila rufescens) نام یک گونه از تیره زردپره‌ایان است.

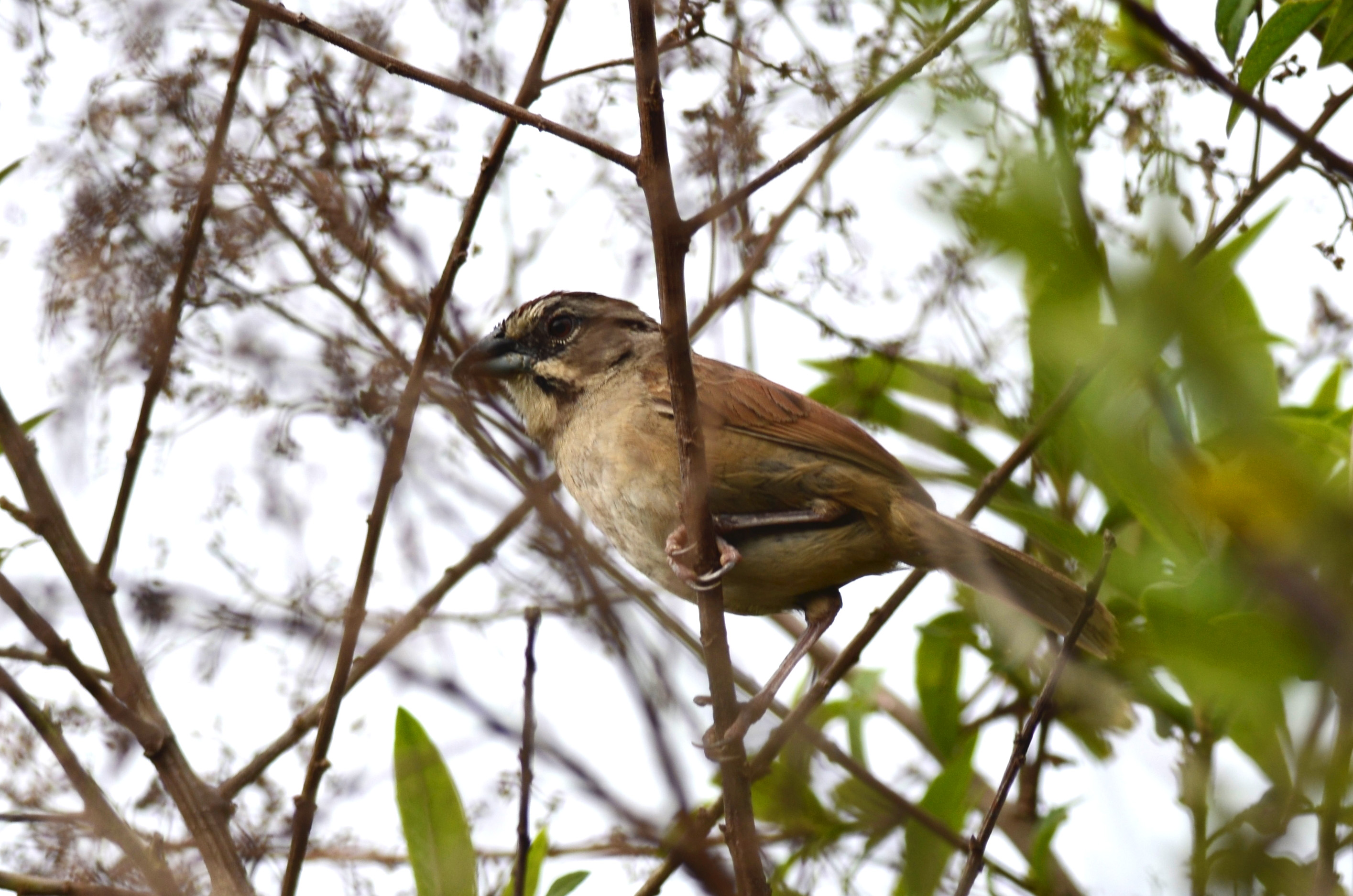
گنجشکی از تیره زردپره‌ایان